# Вестминстер банк
Вестминстер банк (англ. Westminster Bank) — один из так называемых «пяти больших» (англ. big five), крупнейших английских акционерных банков XIX — XX вв., имеющий своей основной целью финансирование внешней торговли Великобритании. Помимо него в большую пятёрку входили Lloyds Bank, Midland Bank и National Provincial Bank и Barclays.
Основанный 10 марта 1834 года под фирмой «London and Westminster Bank Ltd», он в марте 1923 года был зарегистрирован под названием Westminster Bank. 
Вестминстер банк работал в основном в Англии и Уэльсе, но проявил заметную активность и вне Британских островов. Им открыты отделения во Франции, Бельгии и других странах. 
На 1 января 1927 оплаченный акционерный капитал Вестминстер банка составлял 9.320.157 фунтов стерлингов, и резервный фонд — 9.320.157 фунтов стерлингов; депозиты составляли 280,6 миллионов фунтов стерлингов.
В 1968 году было объявлено о слиянии Вестминстер банка с National Provincial. В результате слияния, которое было завершено 1 января 1970 года, был основан National Westminster Bank, более известный как NatWest.